# Calcio Padova 2021-2022
Questa voce raccoglie le informazioni riguardanti il Calcio Padova nelle competizioni ufficiali della stagione 2021-2022.

## Stagione
Nella stagione 2021-2022 la squadra patavina disputa il girone A del campionato di Serie C, raccoglie 85 punti con il secondo posto finale. Nei Play-off il Padova entra in scena nel secondo turno della fase nazionale incrociando la Juventus U23, vince (0-1) ad Alessandria, ma perde (0-1) in casa, passando il turno per il miglior piazzamento in campionato, nella doppia semifinale affronta il Catanzaro, pareggio a reti bianche in Calabria, vittoria (2-1) all'Euganeo. Nella doppia finale perde entrambe le gare contro il Palermo, che sale in Serie B accompagnando Sudtirol, Modena e Bari. La stagione dei biancoscudati inizia con il tecnico Massimo Pavanel, sostituito a fine febbraio da Massimo Oddo. L'attacco è stata l'arma in più del Padova, con 60 reti è stato il migliore del torneo. Nel girone di andata il Padova si è inchinato alla superiorità degli altoatesini primi con otto lunghezze di vantaggio sui patavini, nel ritorno il Padova cerca un miracoloso recupero, vince il girone di ritorno, senza però chiudere il divario. Nei Play-off l'inizio è buono, ma in finale si fa infilare dal Palermo. Il pugliese Cosimo Chiricò con 14 reti è il miglior realizzatore di stagione. Nella Coppa Italia nazionale subito fuori nel torneo preliminare perdendo (0-2) contro l'Alessandria. Mentre nella Coppa Italia di Serie C il Padova torna a vincere il torneo a distanza di 42 anni dal precedente trionfo, eliminando nell'ordine Legnago, Virtus Entella, Viterbese, Catanzaro ed in finale il Sudtirol.

## Divise e sponsor
Il fornitore tecnico per la stagione 2021-2022 è Macron; gli sponsor di maglia sono Replay e Patavium Energia.
| Casa | Trasferta | Terza divisa |

## Organigramma societario
Area direttiva
- Presidente: Daniele Boscolo Meneguolo
- Amministratore Delegato: Alessandra Bianchi
- Consigliere: Moreno Beccaro
- Consigliere: Luca Destro
- Consigliere: Giampaolo Salot
- Consigliere: Alain Schibl

Area tecnica
- Responsabile dell’area tecnica e direttore sportivo: Massimiliano Mirabelli
- Mister: Massimo Oddo
- Vice Allenatore: Marcello Donatelli
- Preparatore dei portieri: Adriano Zancopè
- Preparatore Atletico: Giorgio Panzarasa
- Collaboratore Tecnico: Raffaele Longo
- Club Manager: Trevor Trevisan
- Team Manager: Andrea Bonfanti

Area amministrativa
- Segretario sportivo: Fabio Pagliani
- Amministrazione: Benedetto Facchinato
- Responsabile settore giovanile: Carlo Sabatini
- Responsabile organizzativo settore giovanile: Michele Capovilla
- Responsabile biglietteria: Riccardo Zanetto
- SLO: Cesare Lissari

Area Comunicazione e Marketing
- Responsabile ufficio stampa, web editor e social media manager: Dante Piotto
- Responsabile commerciale: Enrico Corvaglia
- Responsabile marketing: Carlo Franceschi

Area sanitaria
- Responsabile Area Medica: dott. Luigi Munari
- Medico Sociale: dott. Gino Degano
- Medico Sociale: dott. Mario Amato
- Fisioterapista: Francesco Smargiassi
- Fisioterapista: Luigi Raffaeli

## Rosa
| N. |                                 | Ruolo | Calciatore          |
| -- | ------------------------------- | ----- | ------------------- |
| 1  | Italia (bandiera)               | P     | Gianmarco Vannucchi |
| 2  | Romania (bandiera)              | D     | Matei Ilie          |
| 3  | Argentina (bandiera)            | D     | Nahuel Valentini    |
| 4  | Italia (bandiera)               | D     | Andrea Gasbarro     |
| 5  | Italia (bandiera)               | C     | Simone Della Latta  |
| 6  | Italia (bandiera)               | D     | Carlo Pelagatti     |
| 7  | Italia (bandiera)               | A     | Claudio Santini     |
| 8  | Italia (bandiera)               | C     | Umberto Germano     |
| 9  | Italia (bandiera)               | A     | Tommaso Biasci      |
| 9  | Italia (bandiera)               | C     | Jacopo Dezi         |
| 10 | Brasile (bandiera)              | C     | Ronaldo             |
| 11 | Slovenia (bandiera)             | C     | Enej Jelenič        |
| 12 | Italia (bandiera)               | P     | Alvise Gherardi     |
| 13 | Guinea (bandiera)               | A     | Karamoko Cissé      |
| 14 | Bosnia ed Erzegovina (bandiera) | C     | Aljoša Vasić        |

| N. |                          | Ruolo | Calciatore             |
| -- | ------------------------ | ----- | ---------------------- |
| 15 | Albania (bandiera)       | D     | Arlind Ajeti           |
| 17 | Italia (bandiera)        | A     | Giovanni Terrani       |
| 18 | Italia (bandiera)        | C     | Saber Hraiech          |
| 19 | Slovenia (bandiera)      | D     | Siniša Anđelković      |
| 20 | Italia (bandiera)        | A     | Francesco Nicastro     |
| 21 | Italia (bandiera)        | C     | Andrea Settembrini     |
| 22 | Italia (bandiera)        | P     | Antonio Donnarumma     |
| 24 | Italia (bandiera)        | A     | Fabio Ceravolo         |
| 26 | Nuova Zelanda (bandiera) | C     | Niko Kirwan            |
| 27 | Brasile (bandiera)       | D     | Felipe Curcio          |
| 28 | Italia (bandiera)        | A     | Alfredo Bifulco        |
| 29 | Italia (bandiera)        | D     | Salvatore Monaco       |
| 30 | Italia (bandiera)        | P     | Mattia Fortin          |
| 31 | Italia (bandiera)        | C     | Massimiliano Busellato |
| 32 | Italia (bandiera)        | A     | Cosimo Chiricò         |

## Calciomercato

### Sessione estiva(dal 01/07 al 31/08)
| Acquisti | Acquisti               | Acquisti       | Acquisti      |
| R.       | Nome                   | da             | Modalità      |
| -------- | ---------------------- | -------------- | ------------- |
| P        | Filippo Bacchin        | Luparense      | fine prestito |
| P        | Pietro Burigana        | Manzanese      | fine prestito |
| P        | Antonio Donnarumma     | Milan          | svincolato    |
| P        | Salvatore Trezza       | Campodarsego   | fine prestito |
| D        | Joel Baraye            | Salernitana    | fine prestito |
| D        | Felipe Curcio          | Salernitana    | definitivo    |
| D        | Matei Ilie             | Verona         | definitivo    |
| D        | Niko Kirwan            | Reggiana       | svincolato    |
| D        | Salvatore Monaco       | Perugia        | svincolato    |
| D        | Ivan Rondanini         | Imolese        | fine prestito |
| D        | Marco Ruggero          | Legnago        | fine prestito |
| D        | Nahuel Valentini       | L.R. Vicenza   | fine prestito |
| C        | Massimiliano Busellato | Pescara        | svincolato    |
| C        | Davide Buglio          | Livorno        | fine prestito |
| C        | Fabio Castellano       | Livorno        | svincolato    |
| C        | Simone Franchini       | Ravenna        | fine prestito |
| C        | Saber Hraiech          | Carpi          | definitivo    |
| C        | Davide Marcandella     | Virtus Verona  | fine prestito |
| C        | Andrea Settembrini     | Virtus Entella | svincolato    |
| A        | Tommaso Biasci         | Carpi          | definitivo    |
| A        | Fabio Ceravolo         | Cremonese      | definitivo    |
| A        | Cosimo Chiricò         | Ascoli         | svincolato    |
| A        | Jefferson              | Catanzaro      | fine prestito |
| A        | Benjamin Mokulu        | Ravenna        | fine prestito |
| A        | Luca Moro              | SPAL           | fine prestito |
| A        | Enrico Piovanello      | Imolese        | fine prestito |
| A        | Giovanni Terrani       | Bari           | definitivo    |

| Cessioni | Cessioni            | Cessioni             | Cessioni      |
| R.       | Nome                | a                    | Modalità      |
| -------- | ------------------- | -------------------- | ------------- |
| P        | Filippo Bacchin     | Arzignano Valchiampo | svincolato    |
| P        | Pietro Burigana     | Fiorenzuola          | prestito      |
| P        | Andrea Dini         | Parma                | fine prestito |
| P        | Davide Merelli      |                      | svincolato    |
| P        | Edoardo Soleri      | Palermo              | prestito      |
| P        | Salvatore Trezza    | Fermana              | prestito      |
| P        | Michele Voltan      |                      | svincolato    |
| D        | Joel Baraye         | Monopoli             | prestito      |
| D        | Enrico Biancon      | Grosseto             | prestito      |
| D        | Ivan Rondanini      |                      | svincolato    |
| D        | Luca Rossettini     |                      | fine carriera |
| D        | Marco Ruggero       | Luparense            | svincolato    |
| C        | Davide Buglio       | Monterosi Tuscia     | prestito      |
| C        | Fabio Castellano    | Pistoiese            | prestito      |
| C        | Simone Franchini    | Monterosi Tuscia     | prestito      |
| C        | Emil Hallfreðsson   | Sona                 | svincolato    |
| C        | Marco Firenze       | Salernitana          | fine prestito |
| C        | Anton Krešić        | Atalanta             | fine prestito |
| C        | Matteo Mandorlini   | Seregno              | svincolato    |
| C        | Daniele Marcandella | Vis Pesaro           | svincolato    |
| A        | Jefferson           | Latina               | svincolato    |
| A        | Benjamin Mokulu     |                      | svincolato    |
| A        | Luca Moro           | Catania              | prestito      |
| A        | Daniele Paponi      | Bari                 | svincolato    |
| A        | Enrico Piovanello   | Mantova              | prestito      |

### Operazioni tra le due sessioni
| Acquisti | Acquisti     | Acquisti | Acquisti   |
| R.       | Nome         | da       | Modalità   |
| -------- | ------------ | -------- | ---------- |
| D        | Arlind Ajeti |          | svincolato |

| Cessioni | Cessioni | Cessioni | Cessioni |
| R.       | Nome     | a        | Modalità |
| -------- | -------- | -------- | -------- |

### Sessione invernale(dal 04/01 al 01/02)
| Acquisti | Acquisti         | Acquisti | Acquisti      |
| R.       | Nome             | da       | Modalità      |
| -------- | ---------------- | -------- | ------------- |
| P        | Salvatore Trezza | Fermana  | fine prestito |
| C        | Jacopo Dezi      | Venezia  | definitivo    |
| A        | Luca Moro        | Catania  | fine prestito |

| Cessioni | Cessioni          | Cessioni         | Cessioni   |
| R.       | Nome              | a                | Modalità   |
| -------- | ----------------- | ---------------- | ---------- |
| P        | Salvatore Trezza  | Audace Cerignola | prestito   |
| D        | Siniša Anđelković |                  | svincolato |
| C        | Aljoša Vasić      | Lecco            | prestito   |
| A        | Tommaso Biasci    | Catanzaro        | prestito   |
| A        | Luca Moro         | Sassuolo         | definitivo |

## Risultati

### Serie C

#### Girone di andata
| Arbitro: | Ricci (Firenze) |

|  |           |                                 |
|  | Marcatori | 2’, 49’ Chiricò 56’ Della Latta |

| Arbitro: | Fiero (Pistoia) |

|                            |           |          |
| Della Latta 78’ Biasci 85’ | Marcatori | 61’ Guiu |

| Arbitro: | Scatena (Avezzano) |

|  |           |                                              |
|  | Marcatori | 19’ Kirwan 69’ Della Latta 72’, 89’ Nicastro |

| Arbitro: | Carella (Bari) |

|                          |           |  |
| Ceravolo 18’ Ronaldo 47’ | Marcatori |  |

| Arbitro: | Arace (Lugo di Romagna) |

|                |           |                          |
| Pierozzi 45+1’ | Marcatori | 60’ Valentini 68’ Monaco |

| Arbitro: | Pascarella (Nocera Inferiore) |

|                          |           |              |
| Ceravolo 55’, 80’ (rig.) | Marcatori | 37’ L. Ferri |

| Arbitro: | Di Marco (Ciampino) |

|             |           |           |
| Santini 13’ | Marcatori | 79’ Cocco |

| Arbitro: | Cascone (Nocera Inferiore) |

|                                        |           |                            |
| Masini 30’ Mastroianni 38’ Tordini 67’ | Marcatori | 45+1’ Hraiech 47’ Ceravolo |

| Arbitro: | Rutella (Enna) |

|                        |           |              |
| Chiricò 3’ Ronaldo 61’ | Marcatori | 90+1’ Carini |

| Arbitro: | Giordano (Novara) |

|                          |           |                          |
| Gattoni 26’ Ghezzi 90+1’ | Marcatori | 37’ Ceravolo 53’ Terrani |

| Arbitro: | F. Longo (Paola) |

|                      |           |  |
| Donnarumma 2’ (aut.) | Marcatori |  |

| Arbitro: | Di Cairano (Ariano Irpino) |

|                        |           |  |
| Chiricò 5’ Jelenič 36’ | Marcatori |  |

| Arbitro: | Maranesi (Ciampino) |

|             |           |              |
| Bertini 64’ | Marcatori | 55’ Ceravolo |

| Arbitro: | Panettella (Bari) |

|                            |           |  |
| Ceravolo 45+1’ Jelenič 70’ | Marcatori |  |

| Arbitro: | Di Graci (Como) |

|              |           |                                     |
| Raičević 84’ | Marcatori | 8’ Chiricò 37’ Ceravolo 73’ Jelenič |

| Arbitro: | Acanfora (Castellammare di Stabia) |

|                |           |  |
| Della Latta 2’ | Marcatori |  |

| Arbitro: | Luciani (Roma) |

|            |           |                 |
| Acella 29’ | Marcatori | 64’ Della Latta |

| Padova 12 dicembre 2021, ore 14:30 CET 18ª giornata | Padova             | 0 – 0 referto | Südtirol | Stadio Euganeo (3 042 spett.)\| Arbitro: \| Feliciani (Teramo) \| |
| Arbitro:                                            | Feliciani (Teramo) |               |          |                                                                   |

| Verona 18 dicembre 2021, ore 14:30 CET 19ª giornata | Virtus Verona      | 0 – 0 referto | Padova | Centro sportivo Mario Gavagnin-Sinibaldo Nocini (642 spett.)\| Arbitro: \| Monaldi (Macerata) \| |
| Arbitro:                                            | Monaldi (Macerata) |               |        |                                                                                                  |

#### Girone di ritorno
| Arbitro: | Angelucci (Foligno) |

|                          |           |  |
| Chiricò 11’ Ceravolo 54’ | Marcatori |  |

| Arbitro: | Bitonti (Bologna) |

|  |           |           |
|  | Marcatori | 87’ Ajeti |

| Arbitro: | Pascarella (Nocera Inferiore) |

|             |           |             |
| Chiricò 50’ | Marcatori | 35’ Contini |

| Arbitro: | Rutella (Enna) |

|  |           |                                |
|  | Marcatori | 14’ (rig.) Ronaldo 75’ Jelenič |

| Arbitro: | Virgilio (Trapani) |

|                        |           |           |
| Kirwan 67’ Bifulco 89’ | Marcatori | 23’ Nicco |

| Fiorenzuola d'Arda 5 febbraio 2022, ore 14:30 CET 25ª giornata | Fiorenzuola            | 0 – 0 referto | Padova | Stadio comunale (530 spett.)\| Arbitro: \| Delrio (Reggio Emilia) \| |
| Arbitro:                                                       | Delrio (Reggio Emilia) |               |        |                                                                      |

| Arbitro: | Scatena (Avezzano) |

|            |           |                          |
| Marino 32’ | Marcatori | 39’ Chiricò 46’ Ceravolo |

| Arbitro: | Fiero (Pistoia) |

|                         |           |                 |
| Bifulco 11’ Ronaldo 53’ | Marcatori | 82’ (rig.) Ganz |

| Arbitro: | Di Graci (Como) |

|                           |           |                                |
| Bocalon 9’ Pattarello 52’ | Marcatori | 33’ Bifulco 40’ (rig.) Ronaldo |

| Arbitro: | Saia (Palermo) |

|                                |           |                |
| Ronaldo 20’ (rig.) Bifulco 31’ | Marcatori | 77’ Cerretelli |

| Arbitro: | N. Marini (Trieste) |

|               |           |  |
| Pelagatti 29’ | Marcatori |  |

| Arbitro: | Collu (Cagliari) |

|              |           |                   |
| Galeandro 3’ | Marcatori | 50’, 90+3’ Kirwan |

| Arbitro: | Acanfora (Castellammare di Stabia) |

|                     |           |  |
| Guccione 60’ (aut.) | Marcatori |  |

| Arbitro: | Tremolada (Monza) |

|             |           |                             |
| Da Graca 7’ | Marcatori | 26’ Jelenič 81’ Della Latta |

| Arbitro: | Fontani (Siena) |

|                                      |           |              |
| Ronaldo 13’ Chiricò 17’ Ceravolo 78’ | Marcatori | 67’ Cesarini |

| Arbitro: | Monaldi (Macerata) |

|  |           |             |
|  | Marcatori | 60’ Chiricò |

| Arbitro: | Giordano (Novara) |

|                    |           |  |
| Chiricò 72’ (rig.) | Marcatori |  |

| Bolzano 16 aprile 2022, ore 14:30 CEST 37ª giornata | Südtirol       | 0 – 0 referto | Padova | Stadio Druso (5 500 spett.)\| Arbitro: \| Rutella (Enna) \| |
| Arbitro:                                            | Rutella (Enna) |               |        |                                                             |

| Arbitro: | Di Cairano (Ariano Irpino) |

|             |           |                                |
| Terrani 60’ | Marcatori | 62’ Hallfreðsson 90+1’ Manfrin |

### Play-off
| Arbitro: | Perenzoni (Rovereto) |

|  |           |             |
|  | Marcatori | 67’ Chiricò |

| Arbitro: | Monaldi (Macerata) |

|  |           |                 |
|  | Marcatori | 12’ Barrenechea |

| Catanzaro 25 maggio 2022, ore 19:00 CEST Semifinali - Andata | Catanzaro         | 0 – 0 referto | Padova | Stadio Nicola Ceravolo (11 812 spett.)\| Arbitro: \| Tremolada (Monza) \| |
| Arbitro:                                                     | Tremolada (Monza) |               |        |                                                                           |

| Arbitro: | Rutella (Enna) |

|                                 |           |            |
| Felipe Curcio 77’ Chiricò 90+7’ | Marcatori | 30’ Sounas |

| Arbitro: | Gualtieri (Asti) |

|  |           |              |
|  | Marcatori | 10’ Floriano |

| Arbitro: | Perenzoni (Rovereto) |

|                    |           |  |
| Brunori 25’ (rig.) | Marcatori |  |

### Coppa Italia
| Arbitro: | Minelli (Varese) |

|  |           |                           |
|  | Marcatori | 102’ Corazza 106’ Orlando |

### Coppa Italia Serie C
| Arbitro: | Caldera (Como) |

|             |           |  |
| Bifulco 41’ | Marcatori |  |

| Arbitro: | Turrini (Firenze) |

|                          |           |             |
| Bifulco 63’ Chiricò 105’ | Marcatori | 62’ Capello |

| Arbitro: | Giaccaglia (Jesi) |

|            |           |  |
| Biasci 25’ | Marcatori |  |

| Arbitro: | Ricci (Firenze) |

|           |           |           |
| Kirwan 9’ | Marcatori | 15’ Verna |

| Arbitro: | Acanfora (Castellammare di Stabia) |

|  |           |             |
|  | Marcatori | 10’ Bifulco |

| Padova 9 marzo 2022, ore 18:50 CET Finale - Andata | Padova               | 0 – 0 | Südtirol | Stadio Euganeo (626 spett.)\| Arbitro: \| Perenzoni (Rovereto) \| |
| Arbitro:                                           | Perenzoni (Rovereto) |       |          |                                                                   |

| Arbitro: | Feliciani (Teramo) |

|  |           |             |
|  | Marcatori | 64’ Jelenič |

## Statistiche

### Statistiche di squadra
Statistiche aggiornate al 25 aprile 2022.
| Competizione         | Punti | In casa | In casa | In casa | In casa | In casa | In casa | In trasferta | In trasferta | In trasferta | In trasferta | In trasferta | In trasferta | Totale | Totale | Totale | Totale | Totale | Totale | DR  |
| Competizione         | Punti | G       | V       | N       | P       | Gf      | Gs      | G            | V            | N            | P            | Gf           | Gs           | G      | V      | N      | P      | Gf     | Gs     | DR  |
| -------------------- | ----- | ------- | ------- | ------- | ------- | ------- | ------- | ------------ | ------------ | ------------ | ------------ | ------------ | ------------ | ------ | ------ | ------ | ------ | ------ | ------ | --- |
| Serie C              | 85    | 19      | 15      | 3       | 1       | 30      | 11      | 19           | 10           | 7            | 2            | 30           | 15           | 38     | 25     | 10     | 3      | 60     | 26     | +34 |
| Coppa Italia Serie C | -     | 5       | 3       | 2       | 0       | 5       | 2       | 2            | 2            | 0            | 0            | 2            | 0            | 7      | 5      | 2      | 0      | 7      | 2      | +5  |
| Totale               | -     | 24      | 18      | 5       | 1       | 35      | 13      | 21           | 12           | 7            | 2            | 32           | 15           | 45     | 30     | 12     | 3      | 67     | 28     | +39 |

### Andamento in campionato
| Giornata  | 1 | 2 | 3 | 4 | 5 | 6 | 7 | 8 | 9 | 10 | 11 | 12 | 13 | 14 | 15 | 16 | 17 | 18 | 19 | 20 | 21 | 22 | 23 | 24 | 25 | 26 | 27 | 28 | 29 | 30 | 31 | 32 | 33 | 34 | 35 | 36 | 37 | 38 |
| --------- | - | - | - | - | - | - | - | - | - | -- | -- | -- | -- | -- | -- | -- | -- | -- | -- | -- | -- | -- | -- | -- | -- | -- | -- | -- | -- | -- | -- | -- | -- | -- | -- | -- | -- | -- |
| Luogo     | T | C | T | C | T | C | C | T | C | T  | T  | C  | T  | C  | T  | C  | T  | C  | T  | C  | T  | C  | T  | C  | T  | T  | C  | T  | C  | C  | T  | C  | T  | C  | T  | C  | T  | C  |
| Risultato | V | V | V | V | V | V | N | P | V | N  | P  | V  | N  | V  | V  | V  | N  | N  | N  | V  | V  | N  | V  | V  | N  | V  | V  | N  | V  | V  | V  | V  | V  | V  | V  | V  | N  | P  |
| Posizione | 1 | 1 | 1 | 1 | 1 | 1 | 1 | 1 | 1 | 1  | 2  | 2  | 3  | 2  | 3  | 2  | 2  | 2  | 2  | 2  | 2  | 2  | 2  | 2  | 2  | 2  | 2  | 2  | 2  | 2  | 2  | 2  | 2  | 2  | 2  | 2  | 2  | 2  |

Legenda:

Luogo: C = Casa; T = Trasferta. Risultato: V = Vittoria; N = Pareggio; P = Sconfitta.